# Brundidge
Brundidge város az USA Alabama államában, Pike megyében. Lakosainak száma 2073 fő (2020. április 1.).

## Népesség
A település népességének változása:
| Lakosok száma | 2341 | 2076 | 2073 |
|               | 2000 | 2010 | 2020 |